# Kanton Monistrol-sur-Loire
Monistrol-sur-Loire is een kanton van het Franse departement Haute-Loire. Het kanton maakt deel uit van het arrondissement Yssingeaux.

## Gemeenten
Het kanton Monistrol-sur-Loire omvatte tot 2014 de volgende gemeenten:
- Beauzac
- La Chapelle-d'Aurec
- Monistrol-sur-Loire (hoofdplaats)
- Saint-Maurice-de-Lignon

Bij de herindeling van de kantons door het decreet van 17 februari 2014 werd de gemeente Beauzac overgeheveld naar het kanton Bas-en-Basset en werd de gemeente Les Villettes aan het kanton toegevoegd.